# می-وک ویلیج (کالیفرنیا)
می-وک ویلیج (به انگلیسی: Mi-Wuk Village) یک منطقهٔ مسکونی در ایالات متحده آمریکا است که در شهرستان توآلومی، کالیفرنیا واقع شده‌است. می-وک ویلیج ۷٫۲۱۰ کیلومتر مربع مساحت و ۹۴۱ نفر جمعیت دارد و ۱٬۴۲۶ متر بالاتر از سطح دریا واقع شده‌است.